# 能代平野

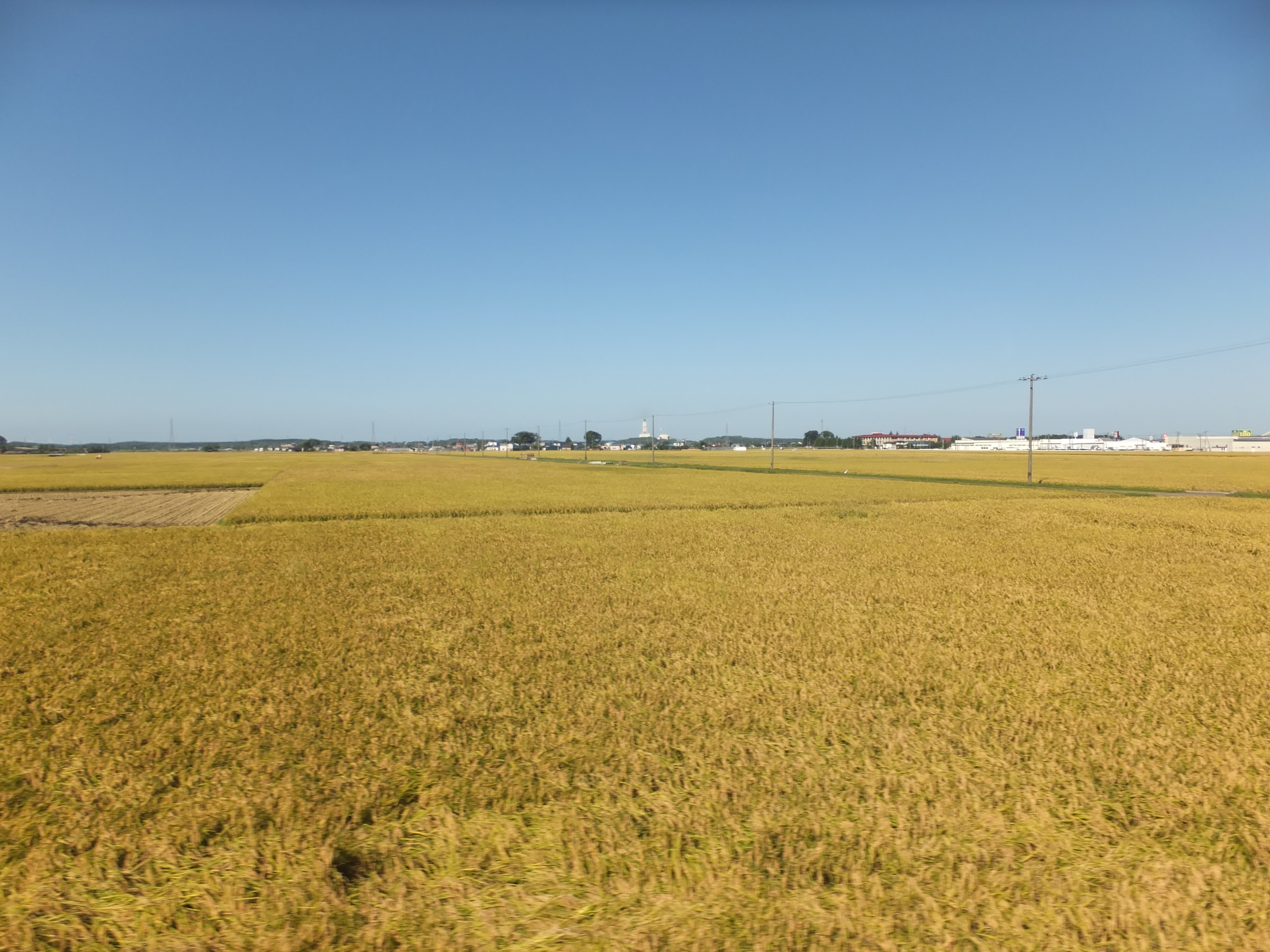
能代平野の田園風景

能代平野（のしろへいや）は、秋田県北部の海沿いに広がる沖積平野である。

## 概要
北を白神山地、東を太平山地、南を八郎潟残存湖、西を日本海に囲まれる。大部分を能代市が占める。
中央部を米代川が流れ、沼や緩やかな丘が点在する。海岸部には風の松原が位置している。米代川河口付近には能代市の市街地があり、周囲に水田が広がる。
北部に進むにつれ急激に狭くなり、山本郡八峰町内で収束する。また、南下すると三種町で一旦収束し、さらに南下すると秋田平野に抜ける。
八峰町から能代市を経て三種町に至る、南北方向に延びる能代断層帯がある。

## 能代平野に含まれる市町村
- 能代市
- 山本郡
  - 八峰町
  - 三種町